# USS Milius (DDG-69)
USS Milius (DDG-69) — дев'ятнадцятий ескадрений міноносець КРО в першій серії Flight I типу «Арлі Берк». Збудований на корабельні Ingalls Shipbuilding, приписаний до військово-морської бази в Сан-Дієго, штат Каліфорнія. Спущений на воду 1 серпня 1995 року. Введений в експлуатацію 23 листопада 1996 року.
Корабель отримав назву на честь капітана Пола Л. Міліуса (1928—1968) військово-морського авіатора, який загинув під час катастрофи свого літака над Лаосом у лютому 1968 року.

## Бойова служба
З 8 по 24 липня 2002 року брав участь у навчаннях COMPTUEX, які були проведені біля узбережжя Південної Каліфорнії. 2 листопада покинув Сан-Дієго в рамках групи підтримки авіаносця USS «Constellation» (CV 64) для запланованого розгортання в підтримці Operation Southern Watch (OSW) і Operation Enduring Freedom (OEF). 20 грудня прибув до Перської затоки та приступив до операції Maritime Interdiction Operations (MIO).
У березні 2003 року USS Milius запустив ракети наземної атаки Tomahawk (TLAM) для підтримки операції «Іракська свобода». До 26 березня есмінці з керованими ракетами завдали ударів по сухопутних цілях 28 ракетами Tomahawk (TLAM).
У січні 2005 року корабель брав участь в операції «Unified Assistance», де надавав гуманітарну допомогу після землетрусу й цунамі 2004 року в Індійському океані.
6 грудня 2006 року судно зробило успішний випробувальний запуск крилатих ракет BGM-109 Tomahawk Block IV. Ракета пролетіла 869 миль і влучила в ціль.
14 листопада 2009 року взяв участь у вправах Sustainex у берегів Південної Кароліни в складі ударної групи авіаносця USS «John C. Stennis» (CVN 74).
16 вересня 2018 року разом з крейсером USS Chancellorsville (CG-62) здійснив пуски зенітних ракет Standard Missile 2 з акваторії Філіппінського моря в рамках програми навчань Valiant Shield 18.
На початку січня 2019 року есмінець пройшов повз спірні острови в Південнокитайському морі. Корабель ВМС США пройшов за маршрутом в рамках операції по так званій свободі навігації на відстані 12 морських миль від узбережжя Парасельських островів «з метою поставити під сумнів надмірні морські домагання», — заявила прессекретарка Тихоокеанського флоту США Рейчел МакМаррі в електронному повідомленні. Операція не була спрямована проти якоїсь однієї держави та не мала на меті зробити політичну заяву, додала МакМаррі.